# Илюзия на Сандер
Илюзията на Сандер или Успоредник на Сандер е оптична илюзия, описана от германския психолог Фридрих Сандер (1889-1971) през 1926 г. Обаче тя е публикувана по-рано от Матю Лукиеш в неговата книга от 1922 г. Visual Illusions: Their Causes, Characteristics, and Applications Архив на оригинала от 2008-11-21 в Wayback Machine. (Визуални илюзии: Техните причини, характеристики и приложения) .
Диагоналната линия разполовява на две по-големия ляв успоредник, който е значително по-дълъг от диагоналната линия, разделяща по-малкия успоредник отдясно, а реално има същата дължина.
Една възможна причина за тази илюзия е, че диагоналните линии около сините линии дават възприятие за дълбочина и когато сините линии се включват в тази дълбочина, те се възприемат, сякаш са различни дължини.